# 中山十景

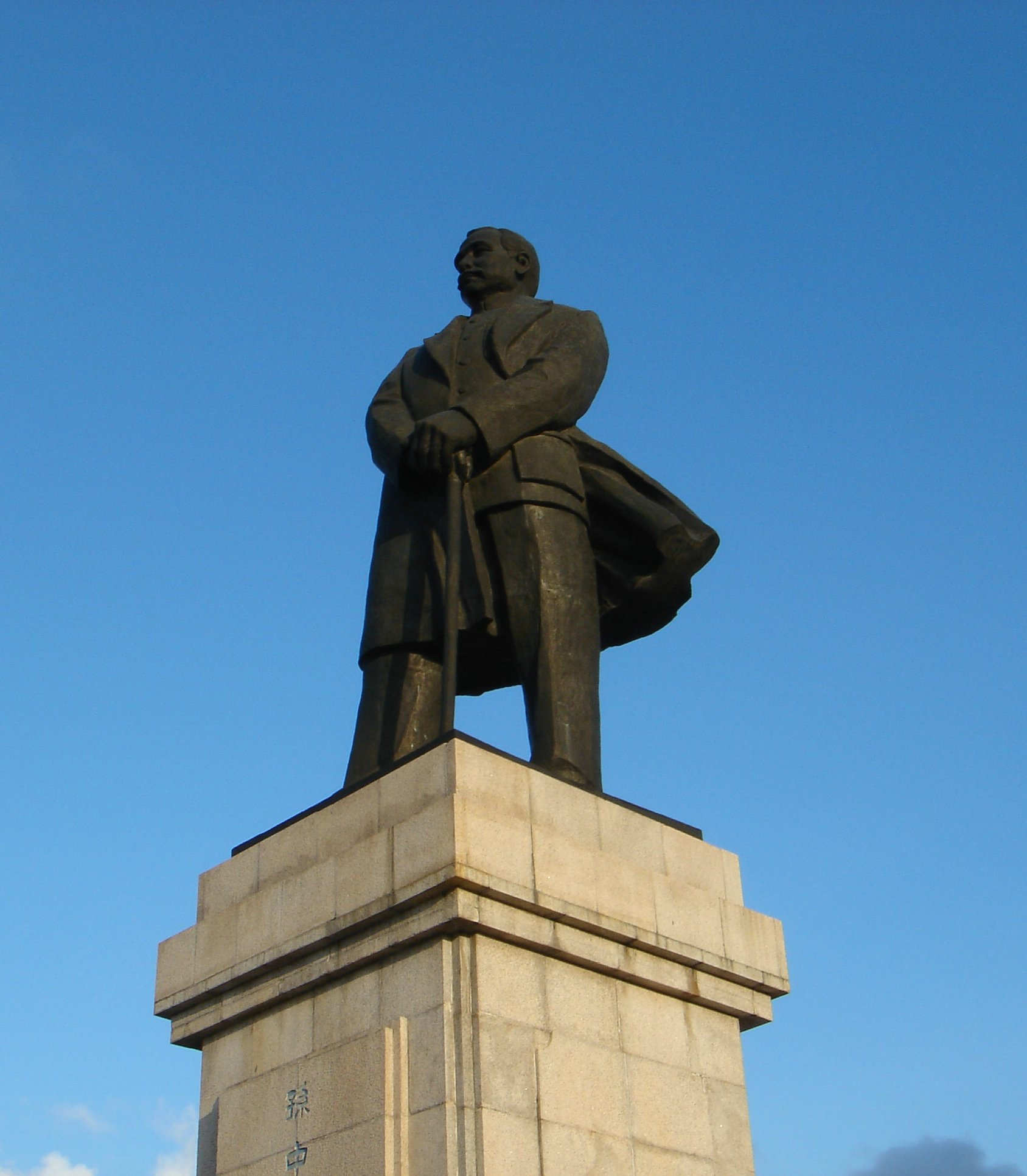
孙中山铜像 位于中山十景 之 兴中缀锦

中山十景是中国广东省中山市市政府从位于中山市的众多旅游景点评选而出的，包含了中山市旅游景点的精华。于1985年和1998年进行过两次，目前的中山十景为：中山故居、老街新韵、兴中缀绵、仁山玉宇、五桂雄峰、温泉碧苑、阜峰文笔、长江叠翠、紫岭鸣嘤、菊城金瓣。其中“中山故居”是中国革命先行者孙中山的故居，每年都有大量中国人和海外华人前来瞻仰。

## 简介

### 中山故居
中山故居位於南朗镇翠亨村，由孙中山先生親自設計建成。1986年起被中国国务院定為国家重点文物保护单位。故居是一幢砖木结构、中西结合的两层楼房，一道围墙环绕着庭院。外表略带西洋建筑的风味，内部是中山传统民居的结构和摆设。现在此地己开辟成以孙中山故居为主体的纪念性博物馆——孙中山故居纪念馆，目前开放的景点主要有：孙中山故居、孙中山纪念馆、翠亨民居展示区、翠亨农业展示区等。景区内林木葱茏、鸟语花香，是全国首批4A级旅游风景区。

### 老街新韵
老街新韵是指石岐区的孙文西路，这是一条从隋唐开始建立，共有八百年历史的老街。孙文西路古称迎恩街，1925年为纪念孙中山先生而改称孙文路。现存的这些老建筑多半建于清朝和民国时期，通常是一些回国的海外华侨所建，建筑风格是欧式殖民地建筑风格与岭南骑楼风格的混合体，在建筑学上被称为“南洋风格建筑”。当中的标志性建筑是“中国银行”钟楼和“思豪大酒店”，两楼是所有建筑当中最高最雄伟的。1997年开始，政府对孙文西路投入大量资金进行修缮，使其成为一个休闲，购物、娱乐的好去处，是如今中山最繁华的商业街之一。

### 兴中缀锦
興中綴錦位于中山市南北中轴线上的興中道，它的南北两端都是一个山丘，北端的山丘上是市人大气势雄伟的牌坊式建筑，南端山丘上是孫文紀念公園高大的孙中山铜像。兴中道是中山城市园林绿化的代表作，高大挺拨的大王椰子树屹立在路中间，四周遍植各种花卉草木，路旁还有中山图书馆、兴中园、市政府宽阔的草坪、中山体育场、中山体育馆等，置身于其中，仿佛置身于花园。

### 仁山玉宇
仁山玉宇指位于石岐区闹市的中山纪念堂，由郭得胜先生捐资兴建，于1983年落成。纪念堂外观庄严宏伟，富丽堂皇，高35米，总面积3万多平方米。由高空鸟瞰成一“中”字，从地面平视则成一“山”字，寓意深刻。纪念堂里面除了两个展览馆外，还有一个大型的影剧场。四周是参天大树，幽廊曲径。

### 五桂雄峰
五桂山上奇花异卉繁茂，四野飘香，中山的古县名“香山”也因此而来。五桂山的历史非常悠久，不单止孕育过新石器时代的文明，也使客家文化在这里得到了繁延，在抗日战争时期，它更是东江纵队赖以和日本军队抗争的摇蓝。五桂山内树木繁茂，山间小型水库众多。除531米的主峰外，还有大尖山也比较出名，每年重阳，市区都有几万市民前来大尖山登高。

### 温泉碧苑
溫泉碧苑是指位于三乡镇内的中山温泉，它紧靠罗三妹山，附近有中山温泉宾馆和中山温泉高尔夫球会。中山温泉宾馆是由霍英東和何鸿燊等人于1979年投资兴建，是中国改革开放后首家中外合作的旅游企业，曾接待过邓小平、江泽民、李鹏等中国国家领导人，以及柬埔寨西哈努克亲王等国际重要人物。而中山温泉高尔夫球会是由霍英东和郑裕彤等人投资，是中国第一家具有国际标准的高尔夫球场。

### 阜峰文笔
阜峰文筆是指座落于石岐区烟墩山上文塔，该塔建于明朝万历三十六年（1608年），塔高24.5米，是一座七层八角的砖砌花塔。入夜，在灯光的点缀下熠熠生辉，如一座剔透玲珑的宝塔。1946年，为纪念孙中山，该塔所在的烟墩山被辟为中山公园，园内翠竹夹道，古树参天，是一个漂亮的山林公园，每年重阳，都有大概2万人左右前来登高望远。

### 长江叠翠
長江叠翠是指位于东区的长江水库风景区，水库在1963年建成，大坝长330米，集水面积36平方公里。整个库区群山叠嶂，树木郁郁葱葱，一派生机。景区内有长江度假村、怡景假日大酒店、长江高尔夫球场等旅游设施。

### 紫岭鸣嘤
紫嶺鳴嚶是指位于东区的紫马岭公园，它是中山最大的公园，总共占地88.5公顷，于1993年建成。园内鸟语花香，景色怡人，著名的景点有嘤鸣谷、揽胜阁、滑草场、玫瑰园等。其中嘤鸣谷是一个大型的赏鸟区，由不锈钢丝网在天然山谷中编成一个8400平方米的大鸟笼，里面放养着各种珍稀的鸟类，人可以进去和鸟同乐。

### 菊城金瓣
菊城金瓣是指小榄镇，这个别名菊城的小镇，每户居民都喜欢种养菊花，并有几百年的历史。清朝嘉庆十九年（1814年）开始，这里每逢一个甲子（60年）就会举行一次大型的菊花盛会。最近一次是在1994年，参展菊花阵容鼎盛，总数达50多万盆，吸引了近800万中外游客来参观。

## 图库

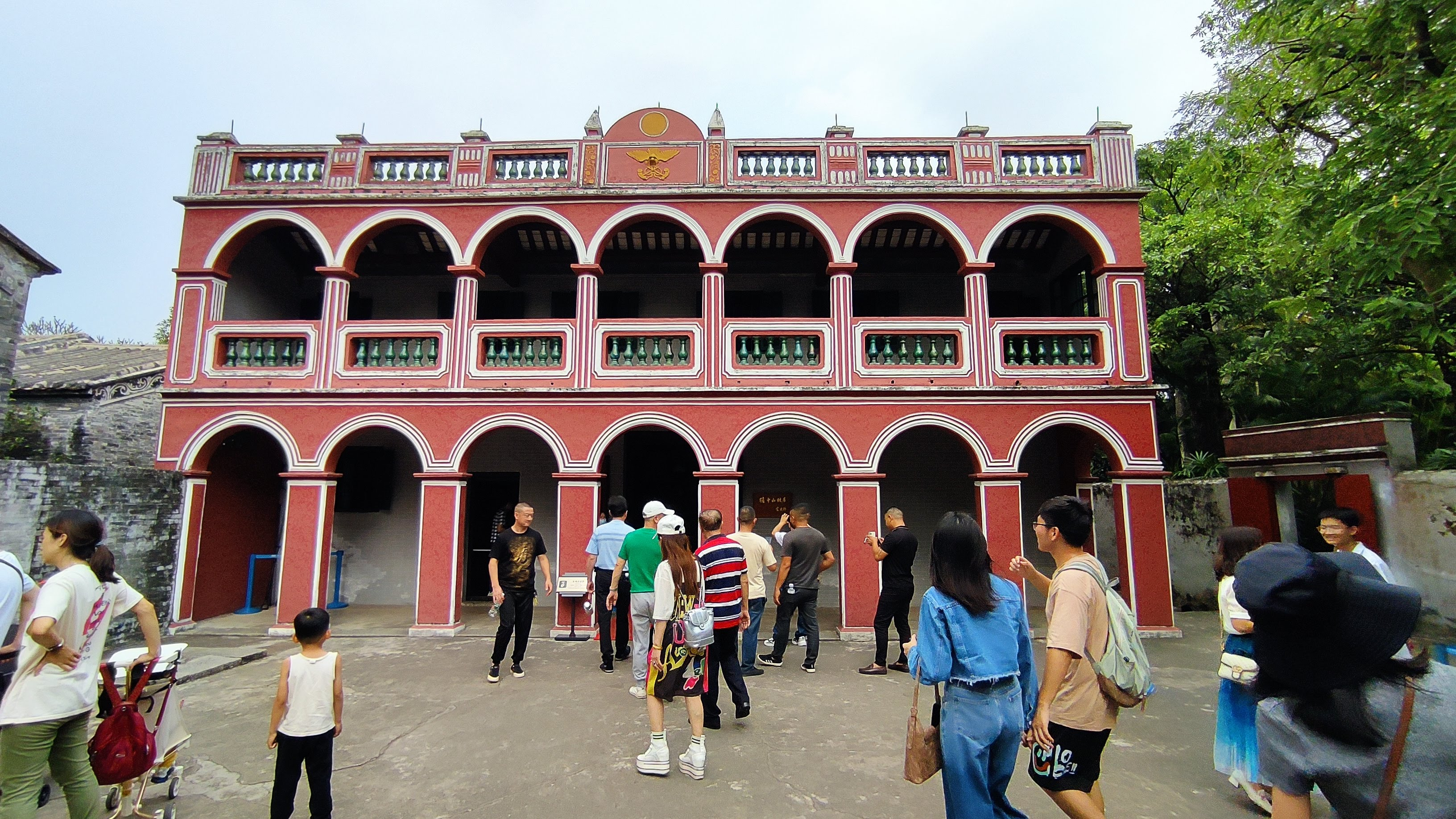
中山故居
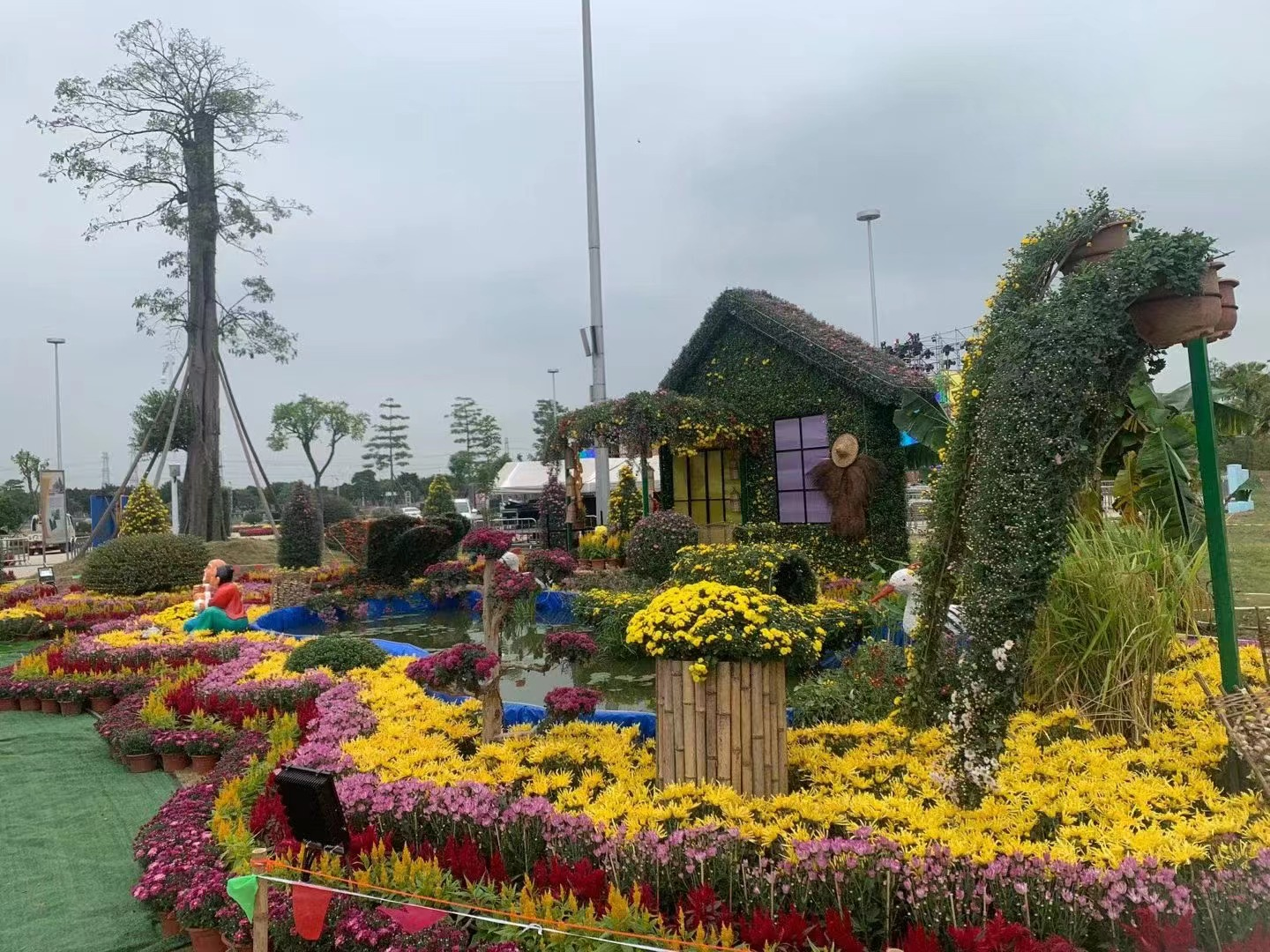
菊城金瓣
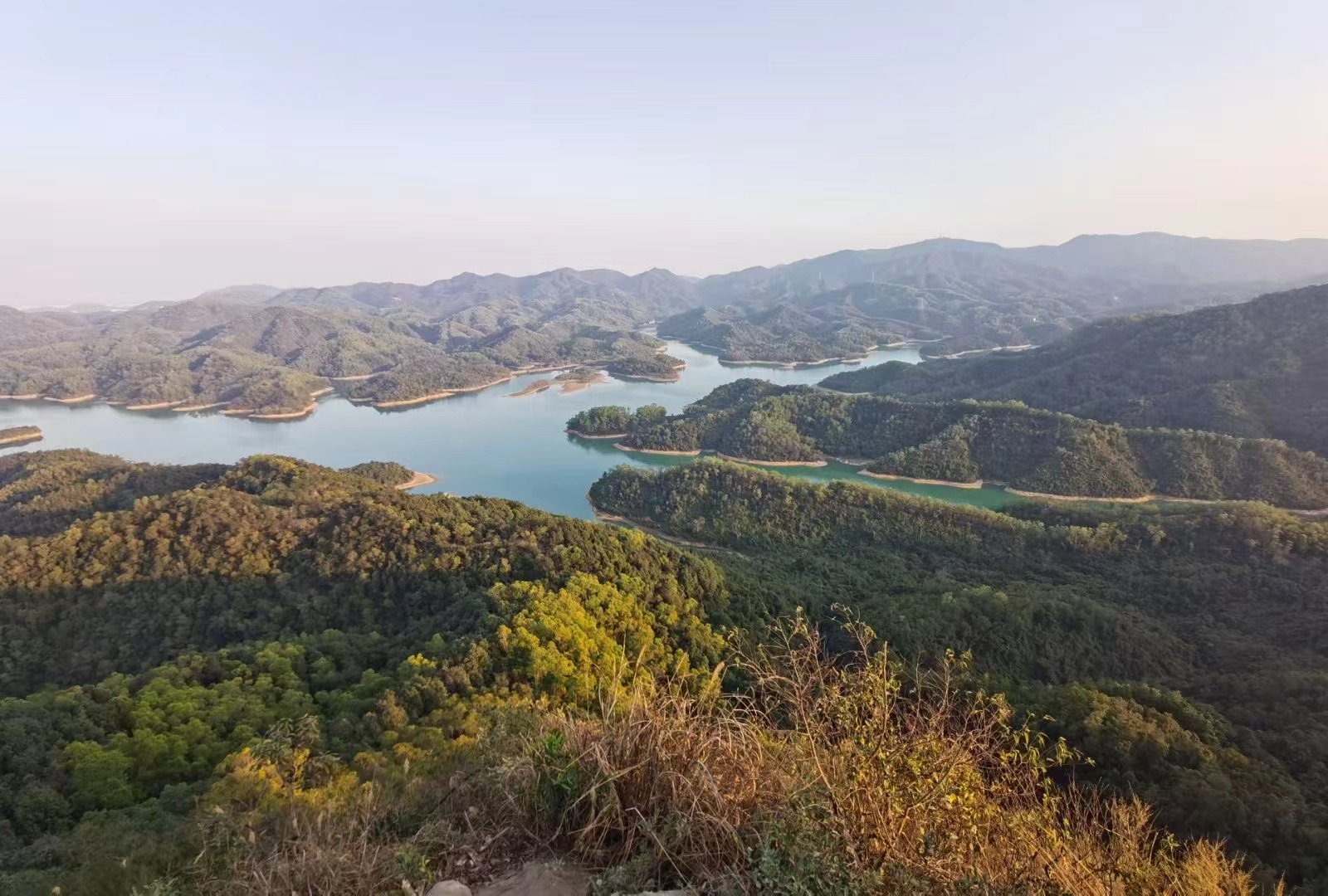
长江叠翠
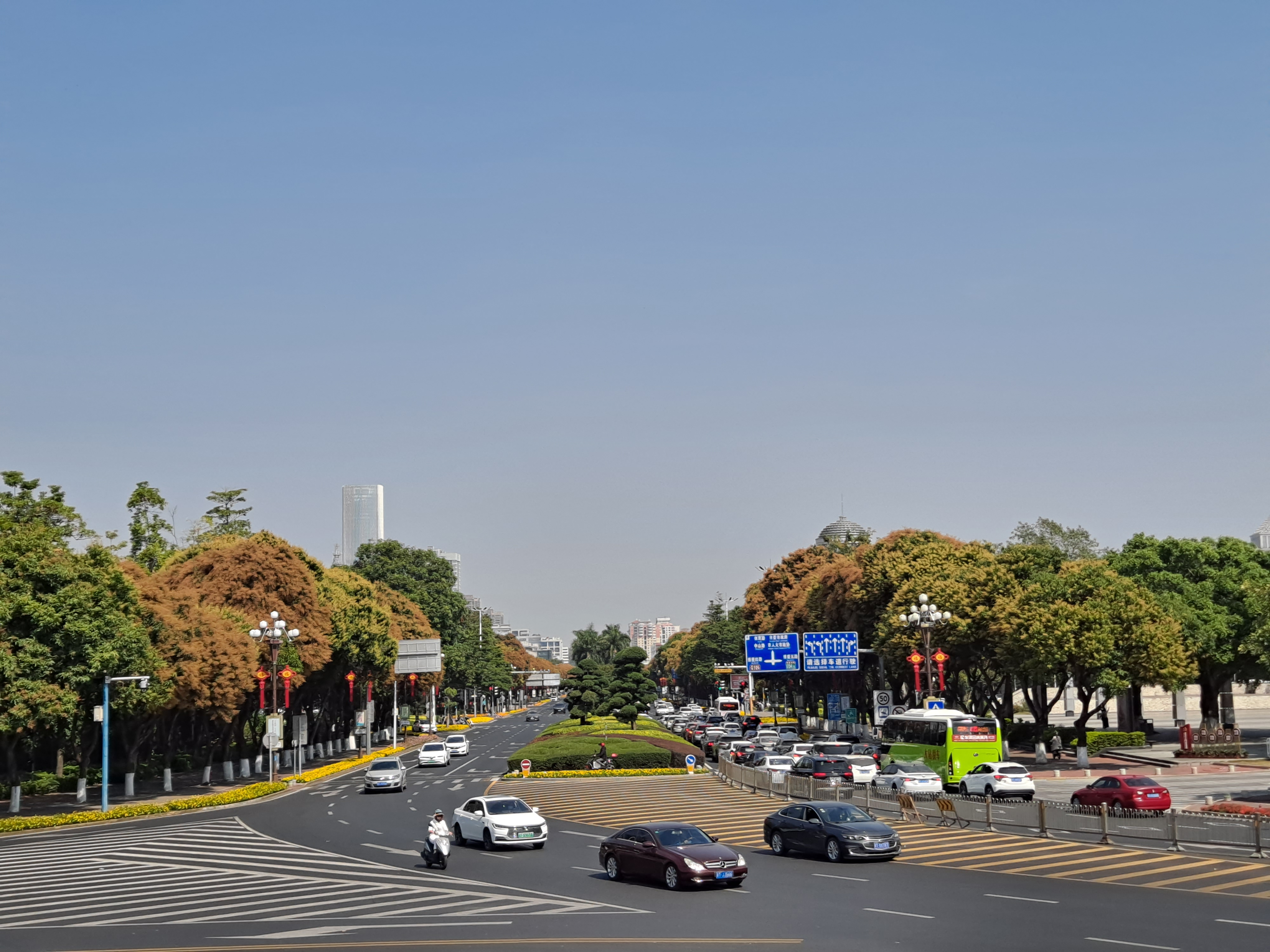
兴中缀锦
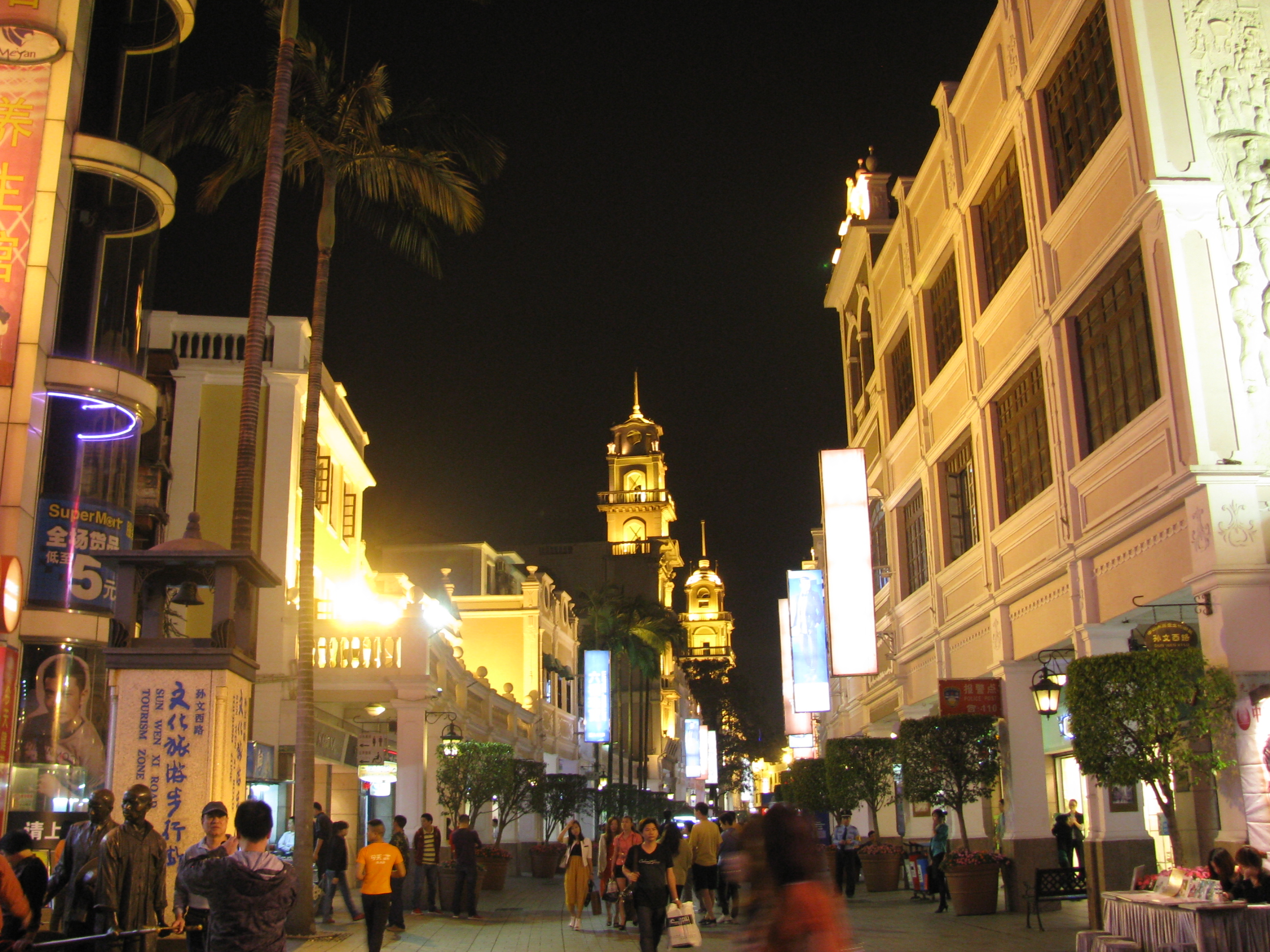
老街新韵
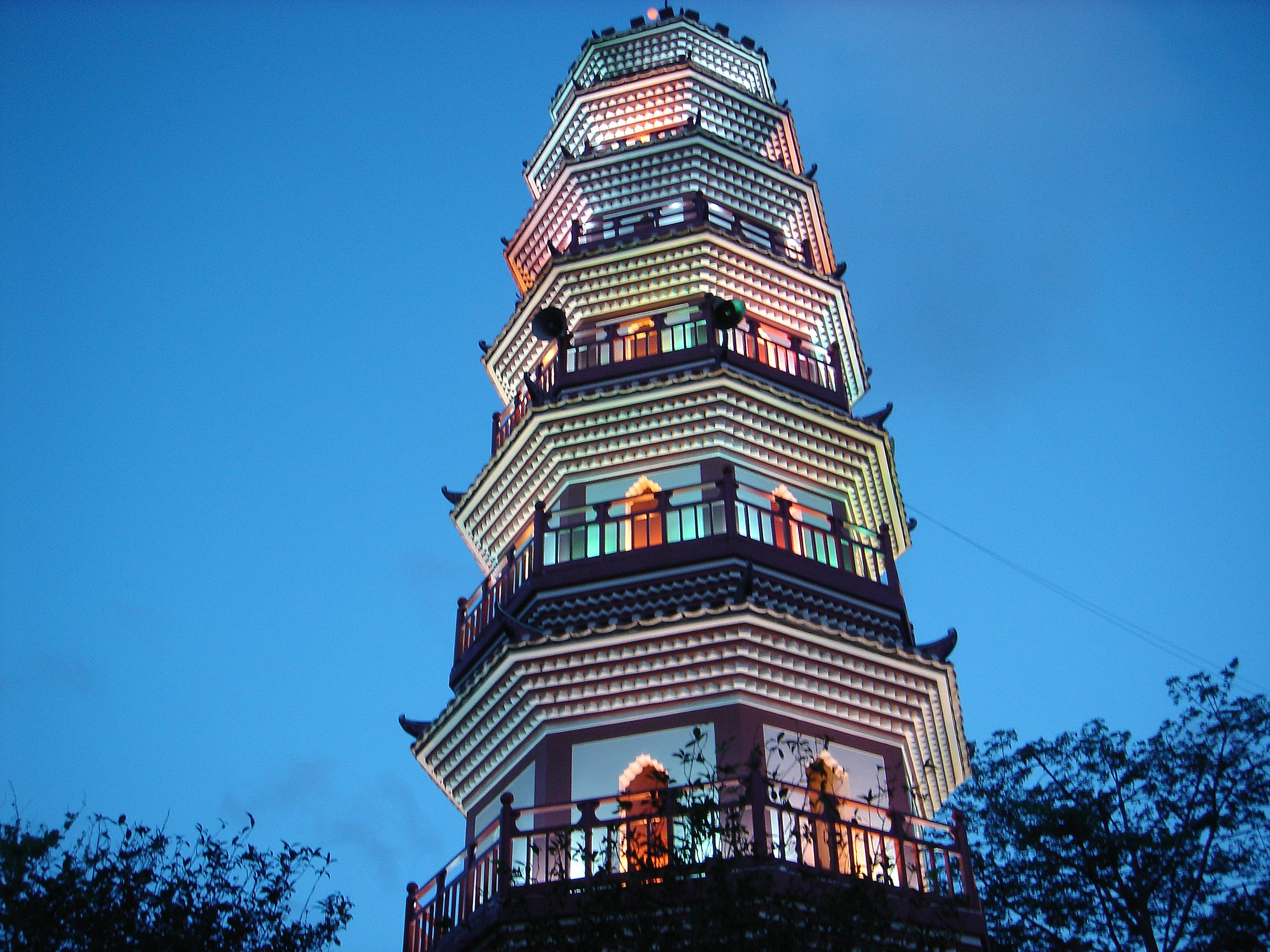
阜峰文笔
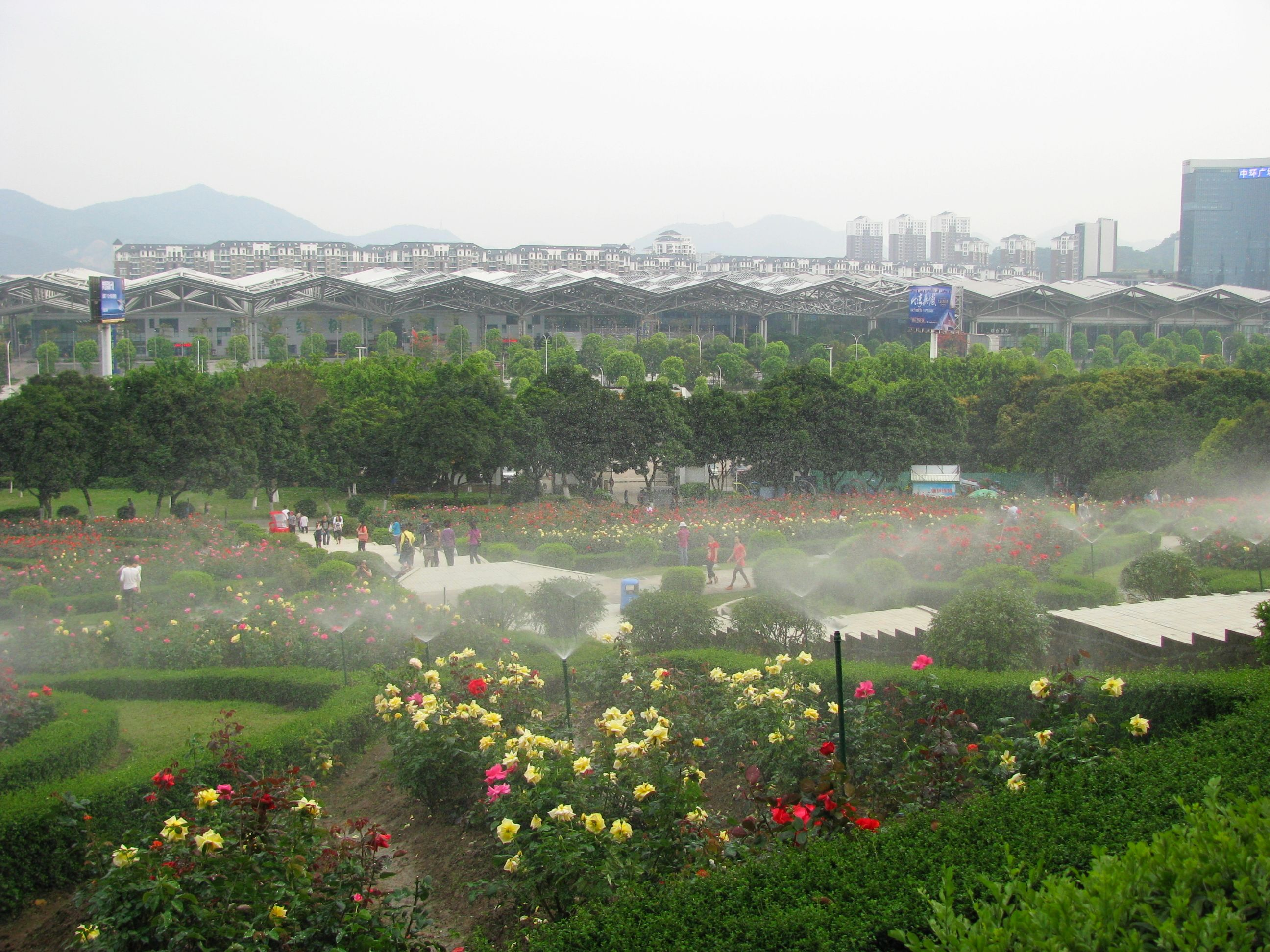
紫岭鸣嘤
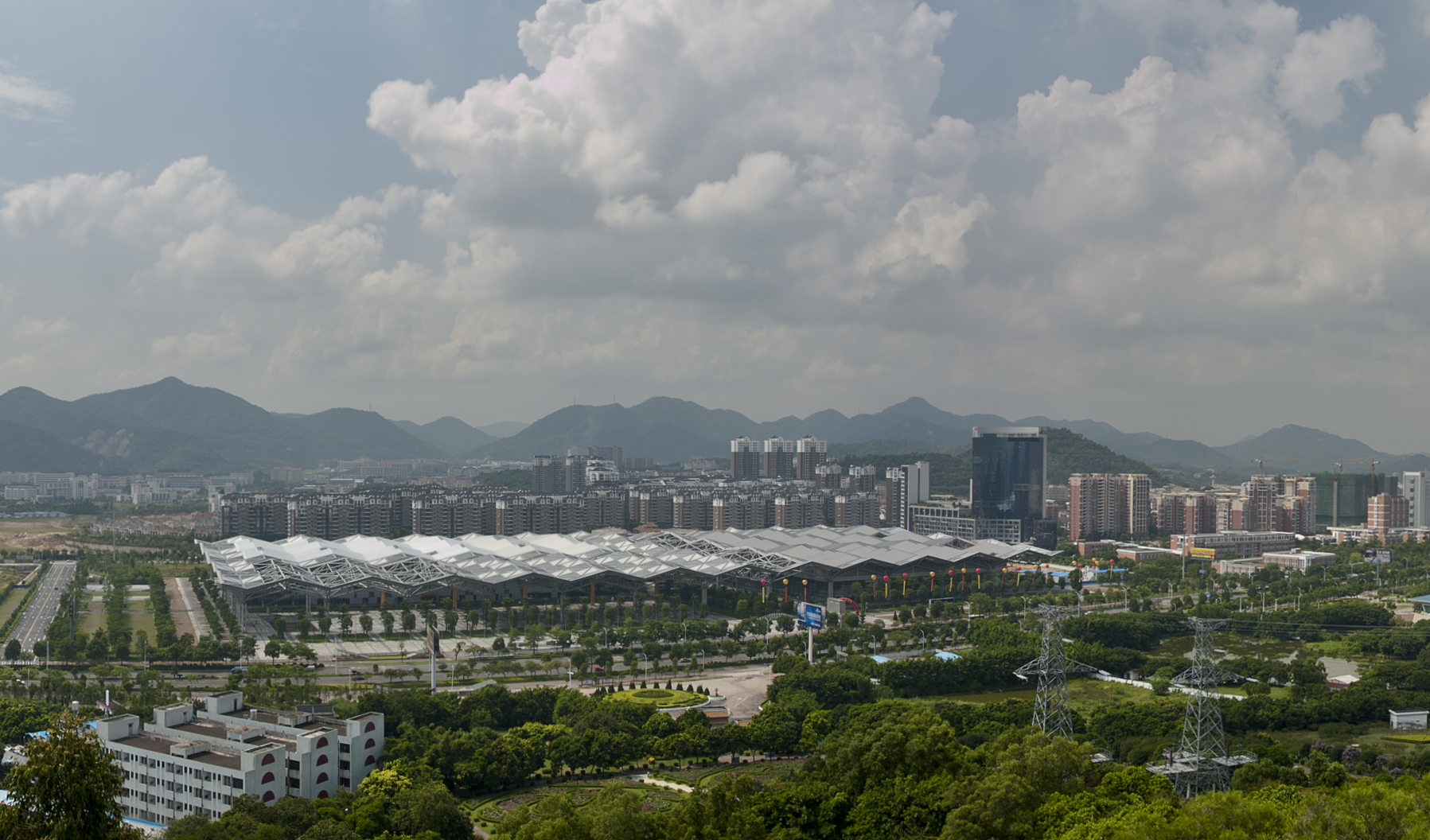
五桂雄风
温泉碧苑
仁山玉宇

## 参看
- 中山市